# Мелекеок
Мелекеок е град в щата Мелекеок, Палау, Океания.
Разположен е на остров Баделдаоб. Населението на града е 391 души по преброяване от 2005 г.